# 小行星1123
小行星1123（英語：1123 Shapleya）是一颗围绕太阳公转的小行星。1928年9月21日，格利果利·N·諾伊明在克里米亚发现了此天体。
該小行星以美國天文學家和哈佛大學天文台台長哈罗·沙普利命名。
这颗小行星的绝对星等为11.6等。